# Foxtrot
För andra betydelser, se Foxtrot (olika betydelser).

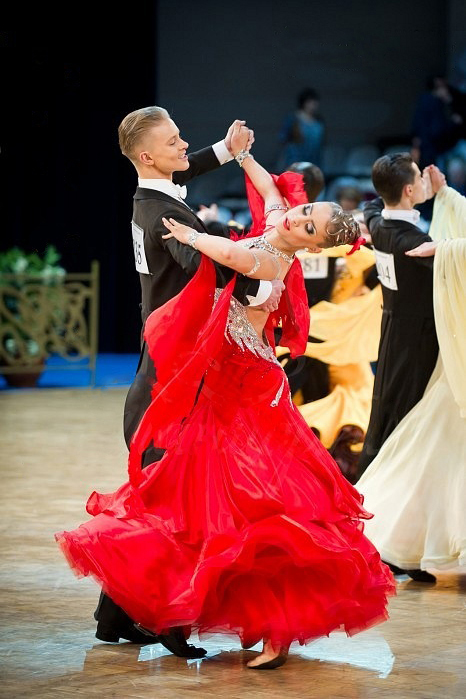
Foxtrot

Foxtrot är en pardans från England och USA från början på 1900-talet. Den är tillsammans med bugg  och one-step den vanligaste sällskapsdansen i Sverige.  Foxtrot dansas till musik i fyrafjärdedelstakt (4/4). Musiken spelas vanligen med 44 - 48 takter per minut, mera sällan 36 - 52 takter per minut. Vanligtvis dansbandsmusik eller annan populärmusik.

## Ursprung
Den dans som på svenska heter foxtrot skiljer sig en hel del från den dans som i England kallas foxtrot och i Amerika foxtrot international style. Ursprungligen populariserades den dans som på svenska heter foxtrot av dansparet Vernon ochIrene Castle i samarbete med James Reese Europe. Dansens och namnets ursprung är oklart men tillskrivs ofta vaudeville-skådespelaren Harry Fox, som dansade med skådespelaren Yansci Dolly. Harry Fox och Yansci Dolly gifte sig efter 1914 på 1910-talet. De danser som Harry Fox kunde ha haft som förebilder var twostep, tango och one-step. Samma år, 1914, som foxtrot lanserades kom dansen castle foxtrot. Man brukar säga att rytmen i foxtrot är 1 - 2- 3- och 4 (slow-slow-quick-quick). Den ursprungliga dansen från 1914 var snabb och innehöll en del hopp. Under återstoden av 1910-talet gjordes dansen mjukare genom att hoppen togs bort. 1920 sänktes tempot, så att det fick det tempo modern foxtrot har. Dansen fick standardiserade former av Arthur Murray 1920. På grund av första världskriget kom inte foxtrot till Europa och Sverige förrän 1920. Det råder olika uppfattning huruvida foxtrot kom till England före eller efter första världskriget och till Tyskland 1918 eller 1920. Ur foxtrot utvecklades så småningom en långsam version, slowfox, och en snabb, quickstep. Dessa separerades slutligen år 1924. Slowfox och quickstep skiljer sig så mycket från foxtrot att de bör betraktas som separata danstyper. Slowfox heter på engelska foxtrot international style och på icke-engelska språk slowfox.
Ursprungligen dansades foxtrot till ragtime.  Slowfox och quickstep ingår idag i den internationella tävlingsdans som brukar benämnas tiodans eller, lätt missvisande, enbart tävlingsdans. Enligt de internationella tävlingsreglerna ingår både slowfox och quickstep i standarddanserna tillsammans med vals, tango och wienervals. Man dansar då ofta till storbandsmusik.

## Utbredning
Den dans som på svenska heter foxtrot dansas inte i hela världen. En litteraturstudie på webben gjord på svenska, norska, danska, tyska, engelska och franska visar att foxtrot, som i Sverige dansas med rytmen slow, slow, quick, quick, dansas i Sverige, Norge, Danmark, Tyskland och Österrike . I "Amerika", närmare bestämt USA, dansas foxtrot, som i Amerika kallas foxtrot American style, med de flesta turerna med rytmen slow, slow, quick, quick, men några turer har rytmen slow, quick, quick, slow, quick, quick. I Amerika dansar man dock foxtrot till musik som spelas med 29 - 32 takter per minut. 
På en tyskspråkig schweizisk webbsida beskrivs en variant av foxtrot som varken är identisk med foxtrot svensk-amerikansk-tysk stil eller liknar slowfox.
I England eller Frankrike dansas inte foxtrot.

## Foxtrotstegen
Med användning av det engelska ordet "brush" och siffrorna pekande på taktslagets nummer är grundsteget för mannen: vänster fot fram(1), brush höger fot(2), höger fot fram(3), brush vänster fot(4), vänster fot åt vänster(5), samla höger fot mot vänster fot(6). Förklaring av ordet "brush": När den fot som rör sig tas från en öppen position till en annan öppen position används ordet "brush" för att markera att foten först måste föras ihop med den fot som tar upp kroppsvikten, men att foten som tar upp kroppsvikten även fortsättningsvis skall ta upp kroppsvikten. Om "brush" höger och höger fram räknas som ett steg och om "brush" vänster och vänster fot åt vänster räknas som ett steg, blir med användning av orden slow och quick är rytmen i foxtrot quick, slow, slow, quick. Den som har gått i en dansskola som undervisat en rytm slow, slow, quick, quick och skolan inte undervisat om detta med "brush" måste lära om när nybörjarstadiet passerats.
De två första stegen görs med marschsteg och steg 4 och 5 görs på tå. Med marschsteg framåt menas ett steg där man först sätter i hälen, fortsätter med att ha hela foten i golvet och avslutar med bara tån i golvet, precis som man gör när man går. Med marschsteg menas inte att man går med stela knän som när man marscherar. I foxtrot liksom i många danser dansar man med lite böjda knän. När man dansar stegen som görs på tå, sträcker man något i knäna. Böjningen och sträckningen i knän och fotled skall dock inte vara så utpräglad som i engelsk vals .
Olika källor har olika uppfattning om vilken av foxtrotturerna som skall kallas grundsteg. Den tur som i de externa länkarna kallas kvartsvändning / zig zag kallas i en del källor grundsteg / Grundschritt. Ett par tyska källor kallar en tur där mannens steg är framåt, framåt, snett fram åt vänster, samla, bakåt, bakåt, snett bak åt vänster samla för grundsteg (Grundschritt).
I externa länken "ytterligare foxtrotturer" finns en tur som där kallas promenade. Där för mannen ut kvinnan i det som på engelska heter "promenade position" med sin vänstra arm så att båda tittar åt samma håll (i dansriktningen). Detta kräver två steg (slow, slow). I en variant av promenade dansar sedan paret framåt (quick, quick, slow, slow).
Rockvändning till höger (tyska: "Wiegeschritt-Rechtsdrehung"): mannen går vänster bak och vrider samtidigt åt höger (slow), höger fot fram och vrider höger (slow), vänster fot snett fram åt vänster (quick), höger fot samla (quick).
Högervändning: Man kan kombinera de två olika högervändningarna genom att börja med de fyra första stegen och sedan fortsätta med rockvändning till höger som beskrivs i ovan referens (tanzbibliothek.de).
Rockvändning till höger kan också dansas med att mannen börjar med vänster fram och vrider samtidigt åt höger (slow), höger fot flyttas bakåt så att foten kommer en steglängd bakom vänster fot och vänster fot vrids åt höger med fotens framdel i golvet (slow), vänster fot snett fram åt vänster (quick), höger samla (quick) .
Kreuzschritt (korssteg): är ytterligare en variant.
Rocksteg: mannen går vänster fram (slow), höger fot lyfts fram en bit och sätts sedan tillbaka på sin ursprungliga plats (slow), vänster fram (quick), höger samla (quick). 
Foxtrot är en tävlingsdans i USA. Den externa länken "grundsteg och avancerade turer" nedan visar med rörliga bilder vårt grundsteg, en del lite avancerade turer även beskrivna i andra länkar men också några mera avancerade turer.
Det finns en tur som heter Herrensolo.

## Social foxtrot i Sverige
I Sverige och en del andra länder dansas det, som på svenska kallas foxtrot, på dansbanorna. Den har stora likheter med den ursprungliga dansen. Vilken fattning dansen utförs med skiljer sig mellan olika dansgolv och mellan modern och traditionell foxtrot. Följande fattningar kan noteras: en mycket nära och omfamnande fattning; valsfattning men med mannens vänsterhand och kvinnans högerhand något lägre än vad som anges i Alex Moores bok och mannens högra armbåge och kvinnans armbåge också något lägre än i boken; en mer sällsynt valsfattning med en hand i jämnhöjd med axlarna såsom anges i nämnda bok. Många dansare kombinerar detta dessutom med gnuss och rullningar med höfter samt överkropp.
En annan fattning är att kvinnan håller om mannens nacke med sin vänstra hand och på mannens höft med den högra handen för att få snabb respons på rörelser. Mannen håller med sin högra hand om kvinnans rygg och vänster hand på kvinnans höft för att kunna styra lätt i sidled.
En mer vågad variant av den svenska sociala foxtroten (benämns uteslutande av socialdansare för bara "fox") kallas ibland för "mysfox", eller "dirty fox", inspirerat av filmen Dirty Dancing från 1987. Den stilen kräver oftast bra balans, samt god känsla för rörelsemönster, tyngdpunkt, musikanpassning samt hänsyn så att krockar ej uppstår.